# 旗口镇
旗口镇，是中华人民共和国辽宁省营口市大石桥市下辖的一个乡镇级行政单位。

## 行政区划
旗口镇下辖以下地区：
旗口村、红旗东村、红旗西村、二道村、孔家屯村、新开河村、新兴村、曾家屯村、曹家屯村、后会村、腰会村、前进村、前会村、前头村、长屯村、腰屯村、滚子泡村、杨屯村、李屯村、王家围村、莲花泡村、丁家村、新立西村、新立东村、宿西村和宿东村。